# Bunuri mobile din domeniul numismatică clasate în patrimoniul cultural național al României aflate în județul Constanța
Acestă listă conține bunurile mobile din domeniul numismatică clasate în Patrimoniul cultural național al României aflate la momentul clasării în județul Constanța.

## Tezaur
| Foto | Informații generale   | Detalii tehnice | Descriere | Deținător                                            | Legături |
| ---- | --------------------- | --- | --- | ---------------------------------------------------- | -------- |
|      | Stater                | Școală: Odessos Material: aur; batere | Descriere avers: Capul lui Alexandros IIII - Ammon spre dreapta Descriere revers: Athena purtând coif cu crista și tunică stând pe tron fără spătar, spre stânga, ținând în mâna dreaptă o Nike în miniatură. De tron este sprijinit un scut circular Descriere exergă: KOI, monograma nu este vizibilă Legendă revers: BAΣIΛEΩΣ // ΛYΣIMAXOY                                                                                     | Colecții particulare, Timiș                          | Cimec    |
|      | Denar                 | Datare: 76 p. Chr. Școală: Roma Descoperit: jud. Constanța, Medgidia, Fost IAS Medgidia, Ferma nr. 1 Material: argint                    | Descriere avers: Cap împărat cu profilul spre dreapta; cerc perlat fragmentar Descriere revers: Cal înaripat Legendă revers: COS III | Muzeul de Istorie Națională și Arheologie, Constanța | Cimec    |
|      | Denar                 | Datare: 125-128 p. Chr. Școală: Roma Descoperit: jud. Constanța, Medgidia, Fost IAS Medgidia, Ferma nr. 1 Material: argint               | Descriere avers: Cap împărat cu profilul spre dreapta Descriere revers: Siluetă feminină în picioare, capul orientat spre dreapta privitorului, în mâna dreapta ține o lance, iar în mâna stângă un arc (posibil Dana?); cerc perlat păstrat slab pe 2/3 Legendă revers: COS III | Muzeul de Istorie Națională și Arheologie, Constanța | Cimec    |
|      | Denar                 | Datare: 134-138 p. Chr. Școală: Roma Descoperit: jud. Constanța, Medgidia, Fost IAS Medgidia, Ferma nr. 1 Material: argint               | Descriere avers: Cap împărat cu profilul spre dreapta Descriere revers: Siluetă feminină în picioare, capul orientat spre stânga privitorului, în mâna dreapta, întinsă în față, ține o balanță Legendă revers: MONETAVG | Muzeul de Istorie Națională și Arheologie, Constanța | Cimec    |
|      | Denar                 | Datare: 80 p. Chr. Școală: Roma Descoperit: jud. Constanța, Medgidia, Fost IAS Medgidia, Ferma nr. 1 Material: argint                    | Descriere avers: Cap împărat cu profilul spre dreapta Descriere revers: Elefant în picioare Legendă revers: TRP IX IMPXCOS VIII PP | Muzeul de Istorie Națională și Arheologie, Constanța | Cimec    |
|      | Denar                 | Datare: 76 p. Chr. Școală: Roma Descoperit: jud. Constanța, Medgidia, Fost IAS Medgidia, Ferma nr. 1 Material: argint                    | Descriere avers: Cap împărat cu profilul spre dreapta Descriere revers: Acvila cu aripile desfăcute | Muzeul de Istorie Națională și Arheologie, Constanța | Cimec    |
|      | Denar                 | Datare: 128-132 p. Chr. Școală: Roma Descoperit: jud. Constanța, Medgidia, Fost IAS Medgidia, Ferma nr. 1 Material: argint               | Descriere avers: Cap împărat cu profilul spre dreapta Descriere revers: Siluetă feminină șezând pe un scaun cu spătar înalt, orientare spre stânga privitorului; cerc perlat greu vizibil Legendă revers: COS III | Muzeul de Istorie Națională și Arheologie, Constanța | Cimec    |
|      | Denar                 | Datare: 118 p. Chr. Școală: Roma Descoperit: jud. Constanța, Medgidia, Fost IAS Medgidia, Ferma nr. 1 Material: argint                   | Descriere avers: Cap împărat cu profilul spre dreapta Descriere revers: Siluetă feminină șezând pe tron, mâna dreaptă întinsă în fa'ță, mâna stângă sprijinită de spătar; orientare spre stânga privitorului; cerc perlat slab păstrat Legendă revers: RP COS II NCOAO (?) | Muzeul de Istorie Națională și Arheologie, Constanța | Cimec    |
|      | Denar                 | Datare: 119-138 p. Chr. Școală: Roma Descoperit: jud. Constanța, Medgidia, Fost IAS Medgidia, Ferma nr. 1 Material: argint               | Descriere avers: Cap împărat cu profilul spre dreapta Descriere revers: Siluetă masculină șezând pe un scaun, orientat spre stânga privitorului; coif în cap; mâna dreaptă întinsă în față; mâna stîngă sprijină o lance; cerc perlat fragmentar Legendă revers: PMTRPCOS III | Muzeul de Istorie Națională și Arheologie, Constanța | Cimec    |
|      | Denar                 | Datare: 80 p.Chr. Școală: Roma Descoperit: jud. Constanța, Medgidia, Fost IAS Medgidia, Ferma nr. 1 Material: argint                     | Descriere avers: Cap împărat cu profilul spre dreapta; cerc perlat în jumătatea stângă Descriere revers: Reprezentare insectă pe un altar; cerc perlat slab păstrat Legendă revers: TRP IX IMP XV COS VIII PP | Muzeul de Istorie Națională și Arheologie, Constanța | Cimec    |
|      | Denar                 | Datare: 101-102 p.Chr. Școală: Roma Descoperit: jud. Constanța, Medgidia, Fost IAS Medgidia, Ferma nr. 1 Material: argint                | Descriere avers: Cap împărat cu profilul spre dreapta; cerc perlat ilizibil Descriere revers: Reprezentare masculină (Hercule ?) în picioare, privind în față; în mâna dreaptă susține probabil blană de leu; cerc perlat ilizibil Legendă revers: PMTRPCOS III PP | Muzeul de Istorie Națională și Arheologie, Constanța | Cimec    |
|      | Denar                 | Datare: 134-138 p.Chr. Școală: Roma Descoperit: jud. Constanța, Medgidia, Fost IAS Medgidia, Ferma nr. 1 Material: argint                | Descriere avers: Cap împărat cu profilul spre dreapta; cerc perlat fragmentat Descriere revers: Siluetă feminină șezând pe un pat orientată spre stânga privitorului, mâna dreaptă întinsă în față, mâna dreaptă întinsă în față, mâna stângă sprijinită de pat; orientare spre stânga privitorului, mâna dreaptă întinsă în față, mâna sprijinită pe pat la picioare, un ibis; cerc perlat greu lizibil Legendă revers: AEGYPTOS | Muzeul de Istorie Națională și Arheologie, Constanța | Cimec    |
|      | Denar                 | Datare: 69-70 p.Chr. Școală: Roma Descoperit: jud. Constanța, Medgidia, Fost IAS Medgidia, Ferma nr. 1 Material: argint                  | Descriere avers: Cap împărat cu profilul spre dreapta Descriere revers: Siluetă masculină în picioare, orientat spre stânga privitorului, piciorul drept stă pe prora unei corăbii, mâna dreapta întinsă în față, ținând un delfin, mâna stîngă susține un trident (pp. Neptun); cerc perlat fragmenar șters Legendă revers: COS_ _ TR POT                                                                                        | Muzeul de Istorie Națională și Arheologie, Constanța | Cimec    |
|      | Denar                 | Datare: 118 p.Chr. Școală: Roma Descoperit: jud. Constanța, Medgidia, Fost IAS Medgidia, Ferma nr. 1 Material: argint                    | Descriere avers: Cap împărat cu profilul spre dreapta Descriere revers: Siluetă masculină (?) în picioare, orientat spre stânga privitorului, mâna dreapta întinsă în față, ținând o balanță; cerc perlat greu lizibil Legendă revers: PMTRP COS III | Muzeul de Istorie Națională și Arheologie, Constanța | Cimec    |
|      | Denar                 | Datare: 134-138 p.Chr. Școală: Roma Descoperit: jud. Constanța, Medgidia, Fost IAS Medgidia, Ferma nr. 1 Material: argint                | Descriere avers: Cap împărat cu profilul spre dreapta; cerc perlat ilizibil Descriere revers: Grup de două personje, rpimul în picioare, întors spre dreapta privitorului, primind un omagiu de la cel de al doilea personaj, îngenunchiat; cerc perlat relativ bine păstrat în jumătatea stânga Legendă revers: RESTITUTORI GALLIAE                                                                                              | Muzeul de Istorie Națională și Arheologie, Constanța | Cimec    |
|      | Denar                 | Datare: 74 p.Chr. Școală: Roma Descoperit: jud. Constanța, Medgidia, Fost IAS Medgidia, Ferma nr. 1 Material: argint                     | Descriere avers: Cap împărat cu profilul spre dreapta; cerc perlat fragmentar șters Descriere revers: Caduceu înaripat; cerc perlat framgentar, șters Legendă revers: PO_ _ TRPCOS V | Muzeul de Istorie Națională și Arheologie, Constanța | Cimec    |
|      | Denar                 | Datare: 80 p.Chr. Școală: Roma Descoperit: jud. Constanța, Medgidia, Fost IAS Medgidia, Ferma nr. 1 Material: argint                     | Descriere avers: Cap împărat cu profilul spre dreapta; cerc perlat fragmentar șters Descriere revers: Stindard roman suprapus de două mâini îngemănate; cerc perlat fragmentar Legendă revers: PRINCEPSIVVENTVTIS | Muzeul de Istorie Națională și Arheologie, Constanța | Cimec    |
|      | Denar                 | Datare: Grupa V Școală: Roma Descoperit: jud. Constanța, Medgidia, Fost IAS Medgidia, Ferma nr. 1 Material: argint                       | Descriere avers: Cap împărat cu profilul spre dreapta Descriere revers: Personaj feminin (justiția) șezând pe tron; orientare spre stânga privitorului în mâna dreaptă, întinsă în față, ține balanța; mâna stângă, sprijinită pe spătar, susține un corn Legendă revers: COSVPPSPQROPTIMOPRIM | Muzeul de Istorie Națională și Arheologie, Constanța | Cimec    |
|      | Denar                 | Datare: Grupa III Școală: Roma Descoperit: jud. Constanța, Medgidia, Fost IAS Medgidia, Ferma nr. 1 Material: argint                     | Descriere avers: Cap împărăteasă cu profilul spre dreapta Descriere revers: Siluetă șezând pe un scaun, orientată spre stânga privitorului, mâna dreaptă întinsă în față, mâna stângă sprijinind o lance, cerc perlat fragmentat Legendă revers: CONCORDIAAVG | Muzeul de Istorie Națională și Arheologie, Constanța | Cimec    |
|      | Denar                 | Datare: 134-138 p.Chr. Școală: Roma Descoperit: jud. Constanța, Medgidia, Fost IAS Medgidia, Ferma nr. 1 Material: argint                | Descriere avers: Cap împărat cu profilul spre dreapta; cerc perlat în partea dreaptă Descriere revers: Personaj feminin șezând în jilț; mâna stângă sprijinită pe spătar, mâna dreaptă întinsă în față, ținând o ramură de palmier (?); cerc perlat relativ bine păstrat în jumătatea dreaptă Legendă revers: HISPANIA | Muzeul de Istorie Națională și Arheologie, Constanța | Cimec    |
|      | Denar                 | Datare: 125-128 p.Chr. Școală: Roma Descoperit: jud. Constanța, Medgidia, Fost IAS Medgidia, Ferma nr. 1 Material: argint                | Descriere avers: Cap împărat cu profilul spre dreapta; cerc perlat fragmentat Descriere revers: Personaj masculin în picioare, orientat spre stânga privitorului, piciorul drept ridicat pe un scăunel (?); mâna dreapta în față, ținând un sul de papirus, mâna stângă sus ține cornul abundenței; cerc perlat fragmentat Legendă revers: COS III                                                                                | Muzeul de Istorie Națională și Arheologie, Constanța | Cimec    |
|      | Denar                 | Datare: Grupa IV Școală: Roma Descoperit: jud. Constanța, Medgidia, Fost IAS Medgidia, Ferma nr. 1 Material: argint                      | Descriere avers: Cap împărat cu profilul spre dreapta Descriere revers: Personaj feminin în picioare, având capul orientat spre stânga privitorului; mâna dreaptă întinsă spre stânga vorbitorului; mâna dreaptă întinsă în față, mâna stângă ține cornul abundeței Legendă revers: PMTRICOS VI PP SPQR | Muzeul de Istorie Națională și Arheologie, Constanța | Cimec    |
|      | Denar                 | Datare: 134-138 p. Chr Școală: Roma Descoperit: jud. Constanța, Medgidia, Fost IAS Medgidia, Ferma nr. 1 Material: argint                | Descriere avers: Cap împărat cu profilul spre dreapta; cerc perlat slab păstrat Descriere revers: Personaj feminin în picioare, având capul întors spre dreapta privitorului; mâna dreaptă coborâtă pe lângă corp, mâna stângă ridicată; cerc perlat slab Legendă revers: FIDES PUBLICA | Muzeul de Istorie Națională și Arheologie, Constanța | Cimec    |
|      | Denar                 | Datare: 69 p Chr (grupa IV) Școală: Roma Descoperit: jud. Constanța, Medgidia, Fost IAS Medgidia, Ferma nr. 1 Material: argint           | Descriere avers: Cap împărat cu profilul spre dreapta; cerc perlat fragmentat Descriere revers: Două capete față în față; cerc perlat greu vizibil în jumătatea superioară Legendă revers: LIBERI IMP GERM | Muzeul de Istorie Națională și Arheologie, Constanța | Cimec    |
|      | Denar                 | Datare: 74 p.Chr. Școală: Roma Descoperit: jud. Constanța, Medgidia, Fost IAS Medgidia, Ferma nr. 1 Material: argint                     | Descriere avers: Cap împărat cu profilul spre dreapta Descriere revers: Personaj feminin șezând pe scaun, orientare spre dreapta privitorului; mâna dreaptă în spate susșine un toiag sau o lance, mâna stângă întinsă în față; cerc perlat greu vizibil Legendă revers: TRPCO | Muzeul de Istorie Națională și Arheologie, Constanța | Cimec    |
|      | Denar                 | Datare: 134-138 p.Chr. Școală: Roma Descoperit: jud. Constanța, Medgidia, Fost IAS Medgidia, Ferma nr. 1 Material: argint                | Descriere avers: Cap împărat cu profilul spre dreapta; cerc perlat ilizibil Descriere revers: Personaj masculin în picioare, introducând cu mâna dreaptă votul în urnă, capul întors spre stânga privitorului; cerc perlat vizibil Legendă revers: VOTA PVBLICA | Muzeul de Istorie Națională și Arheologie, Constanța | Cimec    |
|      | Denar                 | Datare: 134-138 p.Chr. Școală: Roma Descoperit: jud. Constanța, Medgidia, Fost IAS Medgidia, Ferma nr. 1 Material: argint                | Descriere avers: Cap împărat cu profilul spre dreapta; cerc perlat în jumătatea dreaptă Descriere revers: Personaj feminin în picioare, întors spre stânga privitorului, mâna dreaptă întinsă în față ținînd o torță (?), mâna stângă pe lângă corp sprijină un trident; cerc perlat slab păstrat Legendă revers: FELICITAS AVG                                                                                                   | Muzeul de Istorie Națională și Arheologie, Constanța | Cimec    |
|      | Denar                 | Datare: 119-138 p.Chr. Școală: Roma Descoperit: jud. Constanța, Medgidia, Fost IAS Medgidia, Ferma nr. 1 Material: argint                | Descriere avers: Cap împărat cu profilul spre dreapta; cerc perlat ilizibil Descriere revers: Siluetă șezând, orientată spre stânga privitorului, mâna dreaptă întinsă în față ținând un drapel (?), mâna stângă ridicată sprijină o lance Legendă revers: PMTRPCOS III | Muzeul de Istorie Națională și Arheologie, Constanța | Cimec    |
|      | Denar                 | Datare: 80 p.Chr. Școală: Roma Descoperit: jud. Constanța, Medgidia, Fost IAS Medgidia, Ferma nr. 1 Material: argint                     | Descriere avers: Cap împărat cu profilul spre stânga Descriere revers: Cistă cu delfin deasupra; cerc perlat ilizibil Legendă revers: COS III PP | Muzeul de Istorie Națională și Arheologie, Constanța | Cimec    |
|      | Denar                 | Datare: 76 p.Chr. Școală: Roma Descoperit: jud. Constanța, Medgidia, Fost IAS Medgidia, Ferma nr. 1 Material: argint                     | Descriere avers: Cap împărat cu profilul spre dreapta; cerc perlat greu vizibil Descriere revers: Acvilă cu aripile desfăcute | Muzeul de Istorie Națională și Arheologie, Constanța | Cimec    |
|      | Denar                 | Datare: 78-79 p.Chr. Școală: Roma Descoperit: jud. Constanța, Medgidia, Fost IAS Medgidia, Ferma nr. 1 Material: argint                  | Descriere avers: Cap împărat cu profilul spre dreapta; cerc perlat ilizibil Descriere revers: Siluetă masculină în picioare, mâna dreaptă întinsă în față, mâna stângă susține o lance (?);cerc perlat ilizibil Legendă revers: LEX AVGVST | Muzeul de Istorie Națională și Arheologie, Constanța | Cimec    |
|      | Denar                 | Datare: 75 p.Chr. Școală: Roma Descoperit: jud. Constanța, Medgidia, Fost IAS Medgidia, Ferma nr. 1 Material: argint                     | Descriere avers: Cap împărat cu profilul spre dreapta Descriere revers: Personaj (zeitate) masculin înaripat în picioare, stând pe prora unei corăbii Legendă revers: TRPCOS VI PONMAX | Muzeul de Istorie Națională și Arheologie, Constanța | Cimec    |
|      | Denar                 | Datare: 80-81 p.Chr. Școală: Roma Descoperit: jud. Constanța, Medgidia, Fost IAS Medgidia, Ferma nr. 1 Material: argint                  | Descriere avers: Cap împărat cu profilul spre dreapta; cerc perlat fragmentar Descriere revers: Reprezentare feminină înaripată, în picioare, orientată spre stânga privitorului; mâinile întinse în față, susțin un scut (?); cerc perlat fragmentar Legendă revers: EXSC | Muzeul de Istorie Națională și Arheologie, Constanța | Cimec    |
|      | Denar                 | Datare: 74 p.Chr. Școală: Roma Descoperit: jud. Constanța, Medgidia, Fost IAS Medgidia, Ferma nr. 1 Material: argint                     | Descriere avers: Cap împărat cu profilul spre dreapta; cerc perlat fragmentar Descriere revers: Caduceu înaripat Legendă revers: TRP COS PONM | Muzeul de Istorie Națională și Arheologie, Constanța | Cimec    |
|      | Denar                 | Datare: 80 p.Chr. Școală: Roma Descoperit: jud. Constanța, Medgidia, Fost IAS Medgidia, Ferma nr. 1 Material: argint                     | Descriere avers: Cap împărat cu profilul spre dreapta; cerc perlat fragmentar Descriere revers: Ancoră cu delfin încolăcit în jurul axului acesteia Legendă revers: TRP_ _ _ II P | Muzeul de Istorie Națională și Arheologie, Constanța | Cimec    |
|      | Denar                 | Datare: 80 p.Chr. Școală: Roma Descoperit: jud. Constanța, Medgidia, Fost IAS Medgidia, Ferma nr. 1 Material: argint                     | Descriere avers: Cap împărat cu profilul spre dreapta; cerc perlat ilizibil Descriere revers: Siluetă feminină, șezând pe jilț, orientată spre stânga prvitorului; în mâna dreaptă, întinsă în față, ține o oglindă și în mâna stângă, sprijinită pe spătar, susține un toiag Legendă revers: PRINCEPSIVVENTVTIS | Muzeul de Istorie Națională și Arheologie, Constanța | Cimec    |
|      | Denar                 | Datare: Grupa a V-a Școală: Roma Descoperit: jud. Constanța, Medgidia, Fost IAS Medgidia, Ferma nr. 1 Material: argint                   | Descriere avers: Cap împărat cu profilul spre dreapta; cerc perlat ilizibil Descriere revers: Soldat șezând, orientată spre stânga; mâna dreaptă sprijinită pe piciorul drept, mâna dreaptă sub bărbie, în lateral, spre privitor, așezat scutul Legendă revers: COSVPPSPQROPTIMOPRINCDACCAP | Muzeul de Istorie Națională și Arheologie, Constanța | Cimec    |
|      | Denar                 | Datare: 134-138 p. Chr Școală: Roma Descoperit: jud. Constanța, Medgidia, Fost IAS Medgidia, Ferma nr. 1 Material: argint                | Descriere avers: Cap împărat cu profilul spre dreapta; cerc perlat fragmentar Descriere revers: Personaj în picioare, având capul întors spre stânga privitorului, mâna dreaptă întisă în față, mâna stângă pe lângă corp sprijină un toiag; cerc perlat bine păstrat în jumătatea inferioară Legendă revers: SAL _ _ AVG | Muzeul de Istorie Națională și Arheologie, Constanța | Cimec    |
|      | Denar                 | Datare: 125-128 p. Chr Școală: Roma Descoperit: jud. Constanța, Medgidia, Fost IAS Medgidia, Ferma nr. 1 Material: argint                | Descriere avers: Cap împărat cu profilul spre dreapta Descriere revers: Siluetă masculină în picioare, orientată spre dreapta privitorului, mâna dreaptă sprijină un toiag, iar mâna stîngă întinsă în față având în palmă un delfin, piciorul stâng sprijinit pe o poatră (trunchi) Legendă revers: COS III | Muzeul de Istorie Națională și Arheologie, Constanța | Cimec    |
|      | Denar                 | Datare: Grupa a IV-a Școală: Roma Descoperit: jud. Constanța, Medgidia, Fost IAS Medgidia, Ferma nr. 1 Material: argint                  | Descriere avers: Cap împărat cu profilul spre dreapta; cerc perlat ilizibil Descriere revers: Siluetă masculină în picioare, capul orientat spre stânga privitorului, mâna dreaptă întinsă în față, mâna stângă pe lângă corp; cerc perlat deteriorat Legendă revers: PMTRPCOS VI PPSP | Muzeul de Istorie Națională și Arheologie, Constanța | Cimec    |
|      | Denar                 | Datare: 141 p. Chr Școală: Roma Descoperit: jud. Constanța, Medgidia, Fost IAS Medgidia, Ferma nr. 1 Material: argint                    | Descriere avers: Cap împărăteasă cu profilul spre dreapta; cerc perlat slab păstrat Descriere revers: Siluetă feminină în picioare, capul orientat spre stânga privitorului, mâna dreaptă sprijină o lance cu vârful în jos; cerc perlat slab păstrat Legendă revers: AVGVSTA | Muzeul de Istorie Națională și Arheologie, Constanța | Cimec    |
|      | Denar                 | Datare: 144 p. Chr Școală: Roma Descoperit: jud. Constanța, Medgidia, Fost IAS Medgidia, Ferma nr. 1 Material: argint                    | Descriere avers: Cap împărat cu profilul spre dreapta Descriere revers: Soldat în picioare având capul întors spre stânga privitorului, mâna dreaptă ține o lance cu vârful în jos Legendă revers: COS III DES III | Muzeul de Istorie Națională și Arheologie, Constanța | Cimec    |
|      | Denar                 | Datare: 141 p. Chr. Școală: Roma Descoperit: jud. Constanța, Medgidia, Fost IAS Medgidia, Ferma nr. 1 Material: argint                   | Descriere avers: Cap împărăteasă cu profilul spre dreapta, cerc perlat Descriere revers: Silueta feminină în picioare, având capul întors spre dreapta, în mâna dreaptă sprijină un toiag, cerc perlat păstrat aproape integral dar slab conservat Legendă revers: AVGVSTA | Muzeul de Istorie Națională și Arheologie, Constanța | Cimec    |
|      | Denar                 | Datare: 145-160 (?) p. Chr Școală: Roma Descoperit: jud. Constanța, Medgidia, Fost IAS Medgidia, Ferma nr. 1 Material: argint            | Descriere avers: Cap împărat cu profilul spre dreapta Descriere revers: Personaj în picioare, privit din față, mâinile sunt ridicate în lateral; capul întors spre stânga privitorului; cerc perlat slab păstrat în jumătatea dreaptă Legendă revers: COS II | Muzeul de Istorie Națională și Arheologie, Constanța | Cimec    |
|      | Denar                 | Datare: Grupa a IV-a Școală: Roma Descoperit: jud. Constanța, Medgidia, Fost IAS Medgidia, Ferma nr. 1 Material: argint                  | Descriere avers: Cap împărat cu profilul spre dreapta; cerc perlat greu vizibil Descriere revers: Personaj feminin în picioare, orientat spre stânga privitorului, mâna dreaptă întinsă în față ținând o plantă; cu mâna stângă susține faldurile veșmântului ; cerc perlat slab păstrat în jumătatea dreaptă Legendă revers: COSVPPSPQRMOPRINC                                                                                   | Muzeul de Istorie Națională și Arheologie, Constanța | Cimec    |
|      | Denar                 | Datare: 73 p. Chr Școală: Roma Descoperit: jud. Constanța, Medgidia, Fost IAS Medgidia, Ferma nr. 1 Material: argint                     | Descriere avers: Cap împărat cu profilul spre dreapta Descriere revers: Reprezentare ecvestră | Muzeul de Istorie Națională și Arheologie, Constanța | Cimec    |
|      | Denar                 | Datare: 80-81 p. Chr Școală: Roma Descoperit: jud. Constanța, Medgidia, Fost IAS Medgidia, Ferma nr. 1 Material: argint                  | Descriere avers: Cap împărat cu profilul spre dreapta; cerc perlat păstrat pe 2/3 din circumferință Descriere revers: Două reprezentări discoidale suprapuse (solare?), în lateral, simetric reprezentări caprine (Țapi); cerc perlat ilizibil | Muzeul de Istorie Națională și Arheologie, Constanța | Cimec    |
|      | Denar                 | Datare: 64-68 p. Chr Școală: Roma Descoperit: jud. Constanța, Medgidia, Fost IAS Medgidia, Ferma nr. 1 Material: argint                  | Descriere avers: Cap împărat cu profilul spre dreapta Descriere revers: Templul Vestei cu reprezentarea divinității înăuntru Legendă revers: VESTA | Muzeul de Istorie Națională și Arheologie, Constanța | Cimec    |
|      | Denar                 | Datare: 139-140 p. Chr Școală: Roma Descoperit: jud. Constanța, Medgidia, Fost IAS Medgidia, Ferma nr. 1 Material: argint                | Descriere avers: Cap împărăteasă cu profilul spre dreapta; cerc perlat slab păstrat Descriere revers: Zeița Iunona în picioare, având capul întors spre stânga, mâna stângă sprijină o lance; cerc perlat slab păstrat Legendă revers: IVNONA REGINAE | Muzeul de Istorie Națională și Arheologie, Constanța | Cimec    |
|      | Denar                 | Datare: 71 p. Chr Școală: Roma Descoperit: jud. Constanța, Medgidia, Fost IAS Medgidia, Ferma nr. 1 Material: argint                     | Descriere avers: Cap împărat cu profilul spre dreapta Descriere revers: Siluetă feminină șezând pe scaun, mâna dreaptă întinsă în față; cerc perlat ilizibil Legendă revers: POT II COS III PP | Muzeul de Istorie Națională și Arheologie, Constanța | Cimec    |
|      | Denar                 | Datare: 125-128 p. Chr Școală: Roma Descoperit: jud. Constanța, Medgidia, Fost IAS Medgidia, Ferma nr. 1 Material: argint                | Descriere avers: Cap împărat cu profilul spre dreapta; cerc perlat fragmentar șters Descriere revers: Semiluna cu reprezentarea a 7 stele în interior; cerc perlat fragmentar Legendă revers: COS III | Muzeul de Istorie Națională și Arheologie, Constanța | Cimec    |
|      | Denar                 | Datare: 119-138 p. Chr Școală: Roma Descoperit: jud. Constanța, Medgidia, Fost IAS Medgidia, Ferma nr. 1 Material: argint                | Descriere avers: Cap împărat cu profilul spre dreapta Descriere revers: Silueta feminină în picioare, având capul orientat spre stânga privitorului, mâna dreaptă întinsă în față Legendă revers: PMIRCOS III FELICAUG | Muzeul de Istorie Națională și Arheologie, Constanța | Cimec    |
|      | Denar                 | Datare: 73 p. Chr Școală: Roma Descoperit: jud. Constanța, Medgidia, Fost IAS Medgidia, Ferma nr. 1 Material: argint                     | Descriere avers: Cap împărat cu profilul spre dreapta; cerc perlat greu vizibil Descriere revers: Personaj șezând în jilț, orientat spre dreapta privitorului, picioarele ridicate pe un scăunel, mâna ridicată în spate susținând un toiag/lance, mâna stânga în față, ținând o ramură de palmier; cerc perlat fragmentar șters Legendă revers: MAXIM PONTIF                                                                     | Muzeul de Istorie Națională și Arheologie, Constanța | Cimec    |
|      | Denar                 | Datare: 81 p. Chr Școală: Roma Descoperit: jud. Constanța, Medgidia, Fost IAS Medgidia, Ferma nr. 1 Material: argint                     | Descriere avers: Cap împărat cu profilul spre dreapta Descriere revers: Soldat în picioare, orientat spre dreapta; coif cu panaș în cap, mîna dreaptă aruncă o lance, mîna stângă ține un scut Legendă revers: TRCOSVII DES VIII | Muzeul de Istorie Națională și Arheologie, Constanța | Cimec    |
|      | Denar                 | Datare: 100 p. Chr Școală: Roma Descoperit: jud. Constanța, Medgidia, Fost IAS Medgidia, Ferma nr. 1 Material: argint                    | Descriere avers: Cap împărat cu profilul spre dreapta; cerc perlat greu vizibil Descriere revers: Siluetă feminină șezând pe un jilț, orientare spre stânga privitorului, mâna dreaptă întinsă în față, mâna stângp susține cornul abundenței, cerc perlat tocit Legendă revers: PMTRP COS III PP | Muzeul de Istorie Națională și Arheologie, Constanța | Cimec    |
|      | Denar                 | Datare: 141 p. Chr, emisiunea a III-a Școală: Roma Descoperit: jud. Constanța, Medgidia, Fost IAS Medgidia, Ferma nr. 1 Material: argint | Descriere avers: Cap împărăteasă cu profilul spre dreapta; cerc perlat slab păstrat Descriere revers: Silueta feminină în picioare, având capul spre stânga privitorului, mâna dreaptă în față, ținând o forță, mâna stânga susține o lance, cerc perlat ilizibil Legendă revers: AVGVSTA | Muzeul de Istorie Națională și Arheologie, Constanța | Cimec    |
|      | Denar                 | Datare: 150-151 p. Chr Școală: Roma Descoperit: jud. Constanța, Medgidia, Fost IAS Medgidia, Ferma nr. 1 Material: argint                | Descriere avers: Cap împărat cu profilul spre dreapta; cerc perlat fragmentar, slab păstrat Descriere revers: Siluetă feminină în picioare, privită din față, capul întors spre dreapta privitorului, cerc perlat slab păstrat fragmentar Legendă revers: TRPOT XIII TRANQ | Muzeul de Istorie Națională și Arheologie, Constanța | Cimec    |
|      | Denar                 | Datare: 150-151 p. Chr Școală: Roma Descoperit: jud. Constanța, Medgidia, Fost IAS Medgidia, Ferma nr. 1 Material: argint                | Descriere avers: Cap împărat cu profilul spre dreapta; cerc perlat slab păstrat Descriere revers: Siluetă masculină în picioare, având capul întors spre stânga privitorului; cerc perlat slab păstrat Legendă revers: COS III | Muzeul de Istorie Națională și Arheologie, Constanța | Cimec    |
|      | Denar                 | Datare: 145-161 p. Chr. Școală: Roma Descoperit: jud. Constanța, Medgidia, Fost IAS Medgidia, Ferma nr. 1 Material: argint               | Descriere avers: Cap împărat cu profilul spre dreapta; cerc perlat slab păstrat Descriere revers: Siluetă masculină în picioare, având capul întors spre stânga privitorului; cerc perlat slab păstrat Legendă revers: COS III | Muzeul de Istorie Națională și Arheologie, Constanța | Cimec    |
|      | Denar                 | Datare: 139 p. Chr. Școală: Roma Descoperit: jud. Constanța, Medgidia, Fost IAS Medgidia, Ferma nr. 1 Material: argint                   | Descriere avers: Cap împărat cu profilul spre dreapta; cerc perlat slab păstrat Descriere revers: Siluetă feminină în picioare, având capul întors spre stânga privitorului; mâna stângă sprijină un toiag Legendă revers: TRPOTCOS II | Muzeul de Istorie Națională și Arheologie, Constanța | Cimec    |
|      | Denar                 | Datare: 138 p. Chr. Școală: Roma Descoperit: jud. Constanța, Medgidia, Fost IAS Medgidia, Ferma nr. 1 Material: argint                   | Descriere avers: Cap împărat cu profilul spre dreapta Descriere revers: Soldat în picioare, având capul orientat spre stânga privitorului, coif în cap, mâna stângă se sprijină o lance Legendă revers: TRIBPOTCOS | Muzeul de Istorie Națională și Arheologie, Constanța | Cimec    |
|      | Denar                 | Datare: 139-140 p. Chr. Școală: Roma Descoperit: jud. Constanța, Medgidia, Fost IAS Medgidia, Ferma nr. 1 Material: argint               | Descriere avers: Cap împărăteasă cu profilul spre dreapta; cerc perlat ilizibil Descriere revers: Divinitate feminină stând pe scaun, orientare spre stânga privitorului, mâna dreaptă întinsă în față, ținând o figurină, mâna stângă susține un toiag; cerc perlat conturat în jumătatea superioară Legendă revers: VESTA | Muzeul de Istorie Națională și Arheologie, Constanța | Cimec    |
|      | Denar                 | Datare: 141 p. Chr Școală: Roma Descoperit: jud. Constanța, Medgidia, Fost IAS Medgidia, Ferma nr. 1 Material: argint                    | Descriere avers: Cap împărăteasă cu profilul spre dreapta Descriere revers: Siluetă feminină în picioare, având capul întors spre stânga privitorului, mâna dreaptă întinsă în lateral, ținând o figurină, mâna stângă susține un toiag; cerc perlat conturat în jumătatea superioară Legendă revers: AT _ _ ITAS | Muzeul de Istorie Națională și Arheologie, Constanța | Cimec    |
|      | Denar                 | Datare: 198-209 p. Hr Școală: Roma Descoperit: jud. Constanța, Mangalia, Digul Mic Material: argint                                      | Descriere avers: Cap împărăteasă cu profilul spre dreapta, cerc perlat în jumătatea superioară Descriere revers: Siluetă feminină șezând, întoarsă spre stânga privitorului, cu mâna stângă sprijină un toiag; cerc perlat în jumătatea superioară Legendă revers: VESTA MATER | Muzeul de Istorie Națională și Arheologie, Constanța | Cimec    |
|      | Denar                 | Datare: 218-222 p. Chr Școală: Roma Descoperit: jud. Constanța, Mangalia, Digul Mic Material: argint                                     | Descriere avers: Cap împărăteasă cu profilul spre dreapta, cerc perlat estompat pe 2/3 din margine Descriere revers: Siluetă feminină în picioare, având capul întors spre stânga privitorului, cu mâna stângă sprijină un toiag; cerc perlat în jumătatea stângă Legendă revers: SAECVLI FELICITAS | Muzeul de Istorie Națională și Arheologie, Constanța | Cimec    |
|      | Denar                 | Datare: 220-222 p. Chr Școală: Roma Descoperit: jud. Constanța, Mangalia, Digul Mic Material: argint                                     | Descriere avers: Bustul împăratului cu profilul spre dreapta Descriere revers: Siluetă feminină în picioare, având capul întors spre stânga privitorului, cu mâna dreaptă întinsă în față, cu mâna stângă sprijină un toiag; cerc perlat în jumătatea superioară Legendă revers: LIBERTAS AVG | Muzeul de Istorie Națională și Arheologie, Constanța | Cimec    |
|      | Denar                 | Datare: 145-161 p. Chr Școală: Roma Descoperit: jud. Constanța, Mangalia, Digul Mic Material: argint                                     | Descriere avers: Cap împărat cu profilul spre dreapta Descriere revers: Pereche de palme încrucișate peste o cheie (?) Legendă revers: CO III | Muzeul de Istorie Națională și Arheologie, Constanța | Cimec    |
|      | Denar                 | Datare: 196 (197?) p. Chr. Școală: Roma Descoperit: jud. Constanța, Mangalia, Digul Mic Material: argint                                 | Descriere avers: Cap împărat cu profilul spre dreapta Descriere revers: Zeul Marte (?) în picioare, cu capul întors spre stânga privitorului, mâna dreaptă se sprijină pe scut, mâna stângă sprijină o lance cu vârtejul în jos Legendă revers: ITASP | Muzeul de Istorie Națională și Arheologie, Constanța | Cimec    |
|      | Denar                 | Datare: 198-209 P. Chr. Școală: Roma Descoperit: jud. Constanța, Mangalia, Digul Mic Material: argint                                    | Descriere avers: Cap împărăteasă cu profilul spre dreapta, cerc perlat în jumătatea superioară Descriere revers: Siluetă feminină în picioare, având capul întors spre stânga privitorului, cu ambele mâini ridicate în lateral; cerc perlat vizibil în jumătatea stângă Legendă revers: PIETAS PUBLICA | Muzeul de Istorie Națională și Arheologie, Constanța | Cimec    |
|      | Denar                 | Datare: 198-209 P. Chr. Școală: Roma Descoperit: jud. Constanța, Mangalia Material: argint                                               | Descriere avers: Cap împărăteasă cu profilul spre dreapta, cerc perlat în jumătatea superioară Descriere revers: Mater Deum șezând pe jilț, cu profilul spre stânga privitorului, mâna dreaptă întinsă în față ținînd o ramură de palmier (?), iar mâna stângă este sprijinită de spătar Legendă revers: MATER DE VM | Muzeul de Istorie Națională și Arheologie, Constanța | Cimec    |
|      | Denar                 | Datare: 208-209 p. Chr. Școală: Roma Descoperit: jud. Constanța, Mangalia Material: argint                                               | Descriere avers: Cap împărăteasă cu profilul spre dreapta, cerc perlat conturat pe 2/3 din margine Descriere revers: Siluetă feminină în picioare, având capul întors spre stânga privitorului, cu ambele mâini întinse în față, ținând o torță, mâna stângă sprijinită în toiag; cerc perlat vizibil în jumătatea stângă Legendă revers: FELICITAS                                                                               | Muzeul de Istorie Națională și Arheologie, Constanța | Cimec    |
|      | Denar                 | Datare: 198-209 p. Chr Școală: Roma Descoperit: jud. Constanța, Mangalia Material: argint                                                | Descriere avers: Cap împărăteasă cu profilul spre dreapta, cerc perlat slab conturat pe marginea din dreapta sus Descriere revers: Siluetă feminină șezând, întoarsă spre stânga privitorului, având ambele mîini pe lîngă corp; cerc perlat în jumătatea dreaptă Legendă revers: PVDICITIA | Muzeul de Istorie Națională și Arheologie, Constanța | Cimec    |
|      | Denar                 | Datare: 221 p. Chr. Școală: Roma Descoperit: jud. Constanța, Mangalia Material: argint                                                   | Descriere avers: Cap împărat cu profilul spre dreapta Descriere revers: Siluetă masculină în picioare, cu mâna dreaptă ridicată și în mâna stângă ținând un bici (?), cerc perlat slab păstrat în jumătatea dreaptă Legendă revers: PMTRPIIIICOSIIIPP | Muzeul de Istorie Națională și Arheologie, Constanța | Cimec    |
|      | Denar                 | Datare: 175-176 p. Chr. Școală: Roma Descoperit: jud. Constanța, Mangalia, Digul Mic Material: argint                                    | Descriere avers: Cap împărat cu profilul spre dreapta Descriere revers: Silueta în picioare întoarsă spre stânga privitorului, cu mâna dreaptă întinsă și mâna stângă sprijinind un toiag | Muzeul de Istorie Națională și Arheologie, Constanța | Cimec    |
|      | Denar                 | Datare: 207 p. Chr. Școală: Roma Descoperit: jud. Constanța, Mangalia, Digul Mic Material: argint                                        | Descriere avers: Cap împărat cu profilul spre dreapta; cerc perlat bine păstrat pe cca. 60% din marginea monedei Descriere revers: Silueta masculină (soldat) în picioare, întors spre dreapta privitorului, în mișcare, purtând pe umărul stâng un stindard cu un trophaeum în capăt; mâna dreaptă balansată pe lângă corp; cerc perlat relativ bine păstrat încadrând jumătatea stângă Legendă revers: PONTIF TRP X COS II      | Muzeul de Istorie Națională și Arheologie, Constanța | Cimec    |
|      | Denar                 | Datare: 220-222 p. Chr. Școală: Roma Descoperit: jud. Constanța, Mangalia, Digul Mic Material: argint                                    | Descriere avers: Cap împărat cu profilul spre dreapta; cerc perlat slab păstrat, încadrând cca. 80% din monedă Descriere revers: Siluetă masculină (soldat) în picioare întors spre dreapta privitorului, în mișcare, purtând pe umărul stâng un stindard cu un trophaeum în capăt; mâna dreaptă balansată pe lângă corp; cerc perlat relativ bine păstrat încadrând jumătatea stângă Legendă revers: FORTVNAEREDVCI              | Muzeul de Istorie Națională și Arheologie, Constanța | Cimec    |
|      | Denar                 | Datare: 218 - 219 p. Chr. Școală: Roma Descoperit: jud. Constanța, Mangalia, Digul Mic Material: argint                                  | Descriere avers: Cap împărat cu profilul spre dreapta; cerc perlat slab păstrat pe jumătatea stângă Descriere revers: Zeița Victoria în picioare, întoarsă spre dreapta privitorului, în mișcare, având mâna dreaptă ridicată în față ,balansată pe lângă corp; cerc perlat estompat pe jumătatea stângă Legendă revers: VICTORANTONINIAVG                                                                                        | Muzeul de Istorie Națională și Arheologie, Constanța | Cimec    |
|      | Denar                 | Datare: 125 - 128 p. Chr. Școală: Roma Descoperit: jud. Constanța, Mangalia, Digul Mic Material: argint                                  | Descriere avers: Cap împărat cu profilul spre dreapta Descriere revers: Siluetă feminină în picioare, privită din față, în mâna dreaptă ține un obiect greu neidentificabil, iar mâna stîngă sprijinită pe un toiag Legendă revers: COS III | Muzeul de Istorie Națională și Arheologie, Constanța | Cimec    |
|      | Denar                 | Datare: 69 - 70 p. Chr. Școală: Roma Descoperit: jud. Constanța, Mangalia, Digul Mic Material: argint                                    | Descriere avers: Cap împărat cu profilul spre dreapta Descriere revers: Siluetă feminină șezând, privită din față, capul orientat spre stânga privitorului, în mâna dreaptă ține o frunză de palmier (?), iar în mâna stângă sprijinită pe un toiag Legendă revers: COS ITER | Muzeul de Istorie Națională și Arheologie, Constanța | Cimec    |
|      | Denar                 | Datare: 198 p. Chr. Școală: Roma Descoperit: jud. Constanța, Mangalia, Digul Mic Material: argint                                        | Descriere avers: Cap împărat cu profilul spre dreapta Descriere revers: Siluetă masculină privită din față, cu capul orientat spre stânga privitorului, mâna dreaptă întinsă, iar mâna stângă sprijină un toiag curbat la captul de sus Legendă revers: PMTRVI | Muzeul de Istorie Națională și Arheologie, Constanța | Cimec    |
|      | Denar                 | Datare: 197 - 198 p. Chr. Școală: Roma Descoperit: jud. Constanța, Mangalia, Digul Mic Material: argint                                  | Descriere avers: Cap împărat cu profilul spre dreapta Descriere revers: Zeul Marte în picioare, privit din față, cu capul întors spre dreapta privitorului, mâna dreaptă se sprijină pe scut, mâna stângă ține o lance Legendă revers: MARTI VICTORI | Muzeul de Istorie Națională și Arheologie, Constanța | Cimec    |
|      | Denar                 | Datare: 230 p. Chr. Școală: Roma Descoperit: jud. Constanța, Mangalia, Digul Mic Material: argint                                        | Descriere avers: Cap împărăteasă cu profilul spre dreapta Descriere revers: Personaj șezând pe un jilț, orientat spre stânga aprivitorului, în mâna dreaptă, ridicată în față, ține un sceptur, mâna stângă, pe lângă corp, sprijină un toiag (?) Legendă revers: FELICITAS PUBLICA | Muzeul de Istorie Națională și Arheologie, Constanța | Cimec    |
|      | Denar                 | Datare: 222 p. Chr. Școală: Roma Descoperit: jud. Constanța, Mangalia, Digul Mic Material: argint                                        | Descriere avers: Cap împărăteasă cu profilul spre dreapta Descriere revers: Siluetă feminină în picioare, cu capul întors spre stânga privitorului, cu mâna dreaptă ridicată în față, mâna stângă sprijină un toiag; cerc perlat în jumătatea superioară Legendă revers: CONSERVA TRIX | Muzeul de Istorie Națională și Arheologie, Constanța | Cimec    |
|      | Denar                 | Datare: 219 p. Chr. Școală: Roma Descoperit: jud. Constanța, Mangalia, Digul Mic Material: argint                                        | Descriere avers: Cap împărat cu profilul spre dreapta Descriere revers: Siluetă masculină în picioare, cu capul întors spre dreapta privitorului, cu mâna dreaptă îndoită din cot în față, mâna stângă ridicată în față, ținând un obiect; cerc perlat în jumătatea stângă (relativ bine păstrat) Legendă revers: SALUSANTONINIAVG                                                                                                | Muzeul de Istorie Națională și Arheologie, Constanța | Cimec    |
|      | Denar                 | Datare: 281-222 (232?) p. Chr. Școală: Roma Descoperit: jud. Constanța, Mangalia, Digul Mic Material: argint                             | Descriere avers: Cap împărăteasă cu profilul spre dreapta, cerc perlat slab păstrat în jumătatea superioară Descriere revers: Personaj în picioare, cu capul întors spre stânga privitorului, cu mâna dreaptă întinsă în față, mâna stângă sprijină un toiag; cerc perlat în jumătatea superioară Legendă revers: SAECVLIFELICITAS                                                                                                | Muzeul de Istorie Națională și Arheologie, Constanța | Cimec    |
|      | Denar                 | Datare: 220-222 p. Chr. Școală: Roma Descoperit: jud. Constanța, Mangalia, Digul Mic Material: argint                                    | Descriere avers: Cap împărat cu profilul spre dreapta, cerc perlat relativ bine păstrat în jumătatea stângă Descriere revers: Siluetă masculină în picioare, cu capul întors spre stânga privitorului, cu mâna dreaptă întinsă în față, mâna stângă pe lîngă corp, ținând o ramură de palmiersprijinî un toiag; cerc perlat în jumătatea superioară Legendă revers: SVMMVSSACERDOSAVG                                             | Muzeul de Istorie Națională și Arheologie, Constanța | Cimec    |
|      | Denar                 | Datare: 220-222 p. Chr. Școală: Roma Descoperit: jud. Constanța, Mangalia, Digul Mic Material: argint                                    | Descriere avers: Cap împărat cu profilul spre dreapta, cerc perlat relativ bine păstrat în jumătatea stângă Descriere revers: Abundența în picioare având capul întors spre stânga privitorului, vărsând cornul abundenței; cerc perlat slab păstrat în jumătatea stângă Legendă revers: ABVNDANTTAVG | Muzeul de Istorie Națională și Arheologie, Constanța | Cimec    |
|      | Denar                 | Datare: 220-222 p. Chr. Școală: Roma Descoperit: jud. Constanța, Mangalia, Digul Mic Material: argint                                    | Descriere avers: Cap împărat cu profilul spre dreapta, cerc perlat slab păstrat Descriere revers: Siluetă masculină în picioare, orientat spre dreapta privitorului; cerc perlat slab păstrat în jumătatea stângă Legendă revers: SACERDOTISSOLISELASAVG | Muzeul de Istorie Națională și Arheologie, Constanța | Cimec    |
|      | Denar                 | Datare: 219 p. Chr. Școală: Roma Descoperit: jud. Constanța, Mangalia, Digul Mic Material: argint                                        | Descriere avers: Cap împărat cu profilul spre dreapta, cerc perlat slab păstrat Descriere revers: Personaj masculin în picioare, având capul întors spre dreapta privitorului; mâna stângă ridicată în față, mâna dreaptă îndoită din cot pe lângă corp; cerc perlat slab păstrat în jumătatea superioară Legendă revers: SALVSANTONINIAVG                                                                                        | Muzeul de Istorie Națională și Arheologie, Constanța | Cimec    |
|      | Denar                 | Datare: 222 p. Chr. Școală: Roma Descoperit: jud. Constanța, Mangalia, Digul Mic Material: argint                                        | Descriere avers: Cap împărat cu profilul spre dreapta Descriere revers: Personaj feminin pe tron, orientat spre stânga privitorului; cerc perlat slab păstrat în partea inferioară Legendă revers: SALVS[ ]LICA | Muzeul de Istorie Națională și Arheologie, Constanța | Cimec    |
|      | Denar                 | Datare: 227 p. Chr. Școală: Roma Descoperit: jud. Constanța, Mangalia, Digul Mic Material: argint                                        | Descriere avers: Cap împărat cu profilul spre dreapta; cerc perlat bine păstrat Descriere revers: Personaj masculin în picioare, având capul orientat spre stânga privitorului, în mâna dreapta, întinsă în față, ține o balanță; cerc perlat păstrat relativ bine Legendă revers: PMTRP VICOS II PP | Muzeul de Istorie Națională și Arheologie, Constanța | Cimec    |
|      | Denar                 | Datare: 226 p. Chr. Școală: Roma Descoperit: jud. Constanța, Mangalia, Digul Mic Material: argint                                        | Descriere avers: Cap împărat cu profilul spre dreapta; cerc perlat în partea stângă Descriere revers: Personaj masculin în picioare, având capul orientat spre stânga privitorului, în mâna dreapta, întinsă în față, ține o balanță; cerc perlat păstrat relativ bine Legendă revers: AEQVITAS AVG | Muzeul de Istorie Națională și Arheologie, Constanța | Cimec    |
|      | Denar                 | Datare: 223 p. Chr. Școală: Roma Descoperit: jud. Constanța, Mangalia, Digul Mic Material: argint                                        | Descriere avers: Cap împărat cu profilul spre dreapta; cerc perlat slab păstrat Descriere revers: Soldat în picioare, având capul orientat spre stânga privitorului, în mâna dreapta, întinsă în față, ține o ramură de palmier, mâna stângă sprijină o lance; cerc perlat în jumătatea stângă Legendă revers: PMTRP II COS DD | Muzeul de Istorie Națională și Arheologie, Constanța | Cimec    |
|      | Denar                 | Datare: 223 p. Chr. Școală: Roma Descoperit: jud. Constanța, Mangalia, Digul Mic Material: argint                                        | Descriere avers: Cap împărat cu profilul spre dreapta; cerc perlat slab păstrat în jumătatea dreaptă Descriere revers: Personaj șezând pe tron, orientat spre stânga privitorului Legendă revers: PMTRP COS PP | Muzeul de Istorie Națională și Arheologie, Constanța | Cimec    |
|      | Denar                 | Datare: 225 p. Chr. Școală: Roma Descoperit: jud. Constanța, Mangalia, Digul Mic Material: argint                                        | Descriere avers: Cap împărat cu profilul spre dreapta; cerc perlat păstrat aproape integral Descriere revers: Zeița Victoria în picioare, orientată spre stânga privitorului; cerc perlat păstrat aproape integral Legendă revers: VICTOR MAVG | Muzeul de Istorie Națională și Arheologie, Constanța | Cimec    |
|      | Denar                 | Datare: 227 p. Chr. Școală: Roma Descoperit: jud. Constanța, Mangalia, Digul Mic Material: argint                                        | Descriere avers: Cap împărat cu profilul spre dreapta; cerc perlat păstrat aproape integral Descriere revers: Personaj masculin în picioare, având capul orientat spre dreapta privitorului, în mâna dreapta ține o lance, pe umărul stâng susține un stindard cu un trophaeum; cerc perlat slab păstrat Legendă revers: PMTRPV COS II                                                                                            | Muzeul de Istorie Națională și Arheologie, Constanța | Cimec    |
|      | Denar                 | Datare: 226 p. Chr. Școală: Roma Descoperit: jud. Constanța, Mangalia, Digul Mic Material: argint                                        | Descriere avers: Cap împărat cu profilul spre dreapta; cerc perlat slab păstrat Descriere revers: Personaj masculin în picioare, având capul orientat spre stânga privitorului, în mâna dreapta întinsă în față ține o lance; cerc perlat slab păstrat Legendă revers: PMTRPV COS II PP | Muzeul de Istorie Națională și Arheologie, Constanța | Cimec    |
|      | Denar                 | Datare: 223 p. Chr. Școală: Roma Descoperit: jud. Constanța, Mangalia, Digul Mic Material: argint                                        | Descriere avers: Cap împărat cu profilul spre dreapta; cerc perlat slab păstrat în jumătatea dreaptă Descriere revers: Siluetă feminină în picioare, având capul orientat spre stânga privitorului, în mâna dreapta întinsă în față ține o frunză de palmier, în mâna stângă sprijină un toiag; cerc perlat slab păstrat în jumătatea inferioară Legendă revers: PAXAETE RNAEAVG                                                  | Muzeul de Istorie Națională și Arheologie, Constanța | Cimec    |
|      | Denar                 | Datare: 230 p. Chr. Școală: Roma Descoperit: jud. Constanța, Mangalia, Digul Mic Material: argint                                        | Descriere avers: Cap împărat cu profilul spre dreapta; cerc perlat slab păstrat Descriere revers: Zeița Victoria în picioare, orientată spre dreapta privitorului; cerc perlat slab păstrat Legendă revers: VICTORIA AVGVST | Muzeul de Istorie Națională și Arheologie, Constanța | Cimec    |
|      | Denar                 | Datare: 203 p. Chr. Școală: Roma Descoperit: jud. Constanța, Mangalia, Digul Mic Material: argint                                        | Descriere avers: Cap împărat cu profilul spre dreapta; cerc perlat vizibil pe 2/3 margine Descriere revers: Siluetă feminină șezând pe un jilț, întoarsă spre stânga privitorului, în mâna dreapta întinsă în față, ține o frunză de palmier, mâna stângă ridicată Legendă revers: PMTRP COS III P | Muzeul de Istorie Națională și Arheologie, Constanța | Cimec    |
|      | Denar                 | Datare: 197-198 p. Chr. Școală: Roma Descoperit: jud. Constanța, Mangalia, Digul Mic Material: argint                                    | Descriere avers: Cap împărat cu profilul spre dreapta Descriere revers: Personaj masculin în picioare, cu mâna stângă sprijinind o lance; în stânga are un trophaeum Legendă revers: CIPI | Muzeul de Istorie Națională și Arheologie, Constanța | Cimec    |
|      | Denar                 | Datare: 240 p. Chr. Școală: Roma Descoperit: jud. Constanța, Mangalia, Digul Mic Material: argint                                        | Descriere avers: Cap împărat cu profilul spre dreapta, cerc perlat păstrat bine în jumătatea stângă Descriere revers: Personaj ecvestru orientat spre stânga privitorului, susținând o lance; cerc perlat slab păstrat Legendă revers: MTRP III COSPP | Muzeul de Istorie Națională și Arheologie, Constanța | Cimec    |
|      | Denar                 | Datare: 115-117 p. Chr. (grupa VI) Școală: Roma Descoperit: jud. Constanța, Mangalia, Digul Mic Material: argint                         | Descriere avers: Cap împărat cu profilul spre dreapta Descriere revers: Siluetă feminină în picioare, privită din față, capul orientat spre stânga privitorului, în mâna dreaptă ține o făclie, iar în mâna stângă cornul abundenței; cerc perlat estompat pe marginea dreaptă Legendă revers: ARINICOPMTRROCOSVIPPSQR | Muzeul de Istorie Națională și Arheologie, Constanța | Cimec    |
|      | Denar                 | Datare: 69 p. Chr. Școală: Roma Descoperit: jud. Constanța, Mangalia, Digul Mic Material: argint                                         | Descriere avers: Cap împărat cu profilul spre dreapta Descriere revers: Siluetă feminină în picioare, privită din față, capul orientat spre stânga privitorului, în mâna stângă ține un toiag; cerc perlat estompat pe marginea stângă Legendă revers: LIBERTAS | Muzeul de Istorie Națională și Arheologie, Constanța | Cimec    |
|      | Denar                 | Datare: 241-243 p. Chr. Școală: Roma Descoperit: jud. Constanța, Mangalia, Digul Mic Material: argint                                    | Descriere avers: Cap împărat cu profilul spre dreapta; cerc bine păstrat Descriere revers: Personaj masculin în picioare, privind din față, în mâna dreaptă ține un toiag; cerc perlat slab păstrat Legendă revers: IOVISTATORI | Muzeul de Istorie Națională și Arheologie, Constanța | Cimec    |
|      | Stater                | Școală: Mesembria Descoperit: jud. Constanța, Constanta, În apropiere de vila Șutu Material: Aur                                         | Descriere avers: Cap Athena cu coif corintian - spre dreapta Descriere revers: Nike, spre stânga, tine în mâna dreaptă o cunună, iar în stînga un stylis Legendă revers: Basileos/Alexandru | Muzeul de Istorie Națională și Arheologie, Constanța | Cimec    |
|      | Aureus                | Școală: Roma Descoperit: jud. Tulcea, Isaccea Material: Aur                                                                              | Descriere avers: Cap laureat al împăratului spe dreapta; cerc perlat Descriere revers: Zeitate feminină înaripată, spre dreapta cu caduceul în mâna stângă; la picioare în dreapta un șarpe, cerc perlat Legendă revers: PAC / AUGUSTAE | Muzeul de Istorie Națională și Arheologie, Constanța | Cimec    |
|      | Solidus               | Școală: Nicomedia Off. Descoperit: jud. Constanța, Mangalia Material: Aur                                                                | Descriere avers: Bustul împăratului diademat, spre dreapta Descriere revers: Personaj feminin încoronat; spre stânga stând pe tron, cu sceptru, spre dreapta. Descriere exergă: SMNI Legendă revers: Circular: SECVRITA / SREI / PVBLICAE: în centru: VOT / V MVLT / X | Muzeul de Istorie Națională și Arheologie, Constanța | Cimec    |
|      | Stater                | Școală: Chalcedon Descoperit: jud. Constanța, com. Lipnița, Canlia, 8-10 km de Canlia Material: Aur                                      | Descriere avers: Capul lui Alexandru - Ammon spre dreapta Descriere revers: Athena șezând pe tron, spre stânga, ține în mâna dreaptă o Nike, cu mâna stângă se sprijină de scut Legendă revers: BASILEOS LYSIMAXOY | Muzeul de Istorie Națională și Arheologie, Constanța | Cimec    |
|      | Stater                | Școală: Bizanț Descoperit: jud. Constanța, Mangalia, Port Material: Aur                                                                  | Descriere avers: Capul lui Alexandru Ammon spre dreapta Descriere revers: Athena șezând pe tron, spre stânga, ține în mâna dreaptă o Nike, cu mâna stângă se sprijină de scut Legendă revers: BASILEOS LYSIMAXOY | Muzeul de Istorie Națională și Arheologie, Constanța | Cimec    |
|      | Nomisma Tetarteron    | Școală: Constantinopol Descoperit: jud. Constanța, com. Ostrov, Ostrov, Păcuiul lui Soare Material: Electronum                           | Descriere avers: Bustul Maicii Domnului, din față; în medalion Iisus Christos copil; cerc perlat Descriere revers: Busturile împăratului Mihail III și al soției sale Maria între ei o cruce dublă cu globule la capete; pe nasta lungă un X; cerc perlat Legendă revers: Mihail ~Ma-ria | Muzeul de Istorie Națională și Arheologie, Constanța | Cimec    |
|      | Drahmă                | Descoperit: jud. Tulcea, com. Sălcioara (6 Martie), Enisala, Călugăra Material: argint                                                   | Descriere avers: Două capete tinere, probabil ale zeilor fluviali, din care unul inversat Descriere revers: Vultur cu delfin în gheare spre stânga Legendă revers: STRIA | Muzeul de Istorie Națională și Arheologie, Constanța | Cimec    |
|      | Drahmă                | Descoperit: jud. Tulcea, com. Sălcioara (6 Martie), Enisala, Călugăra Material: argint                                                   | Descriere avers: Două capete tinere, probabil ale zeilor fluviali, din care unul inversat Descriere revers: Vultur cu delfin în gheare spre stânga Legendă revers: ISTR | Muzeul de Istorie Națională și Arheologie, Constanța | Cimec    |
|      | Drahmă                | Descoperit: jud. Tulcea, com. Sălcioara (6 Martie), Enisala, Călugăra Material: argint                                                   | Descriere avers: Două capete tinere, probabil ale zeilor fluviali, din care unul inversat Descriere revers: Vultur cu delfin în gheare spre stânga Legendă revers: ISTRIA | Muzeul de Istorie Națională și Arheologie, Constanța | Cimec    |
|      | Drahmă                | Descoperit: jud. Tulcea, com. Sălcioara (6 Martie), Enisala, Călugăra Material: argint                                                   | Descriere avers: Două capete tinere, probabil ale zeilor fluviali, din care unul inversat Descriere revers: Vultur cu delfin în gheare spre stânga Legendă revers: ISTRIA | Muzeul de Istorie Națională și Arheologie, Constanța | Cimec    |
|      | Drahmă                | Descoperit: jud. Tulcea, com. Sălcioara (6 Martie), Enisala, Călugăra Material: argint                                                   | Descriere avers: Două capete tinere, probabil ale zeilor fluviali, din care unul inversat Descriere revers: Vultur cu delfin în gheare spre stânga Legendă revers: ISTRI | Muzeul de Istorie Națională și Arheologie, Constanța | Cimec    |
|      | Drahmă                | Descoperit: jud. Tulcea, com. Sălcioara (6 Martie), Enisala, Călugăra Material: argint                                                   | Descriere avers: Două capete tinere, probabil ale zeilor fluviali, din care unul inversat Descriere revers: Vultur cu delfin în gheare spre stânga Legendă revers: ISTRIA | Muzeul de Istorie Națională și Arheologie, Constanța | Cimec    |
|      | Drahmă                | Descoperit: jud. Tulcea, com. Sălcioara (6 Martie), Enisala, Călugăra Material: argint                                                   | Descriere avers: Două capete tinere, probabil ale zeilor fluviali, din care unul inversat Descriere revers: Vultur cu delfin în gheare spre stânga Legendă revers: ISTRIA | Muzeul de Istorie Națională și Arheologie, Constanța | Cimec    |
|      | Drahmă                | Descoperit: jud. Tulcea, com. Sălcioara (6 Martie), Enisala, Călugăra Material: argint                                                   | Descriere avers: Două capete tinere, probabil ale zeilor fluviali, din care unul inversat Descriere revers: Vultur cu delfin în gheare spre stânga | Muzeul de Istorie Națională și Arheologie, Constanța | Cimec    |
|      | Drahmă                | Descoperit: jud. Tulcea, com. Sălcioara (6 Martie), Enisala, Călugăra Material: argint                                                   | Descriere avers: Două capete tinere, probabil ale zeilor fluviali, din care unul inversat Descriere revers: Vultur cu delfin în gheare spre stânga Legendă revers: ISTRIA | Muzeul de Istorie Națională și Arheologie, Constanța | Cimec    |
|      | Drahmă                | Descoperit: jud. Tulcea, com. Sălcioara (6 Martie), Enisala, Călugăra Material: argint                                                   | Descriere avers: Două capete tinere, probabil ale zeilor fluviali, din care unul inversat Descriere revers: Vultur cu delfin în gheare spre stânga Legendă revers: ISTRIA | Muzeul de Istorie Națională și Arheologie, Constanța | Cimec    |
|      | Drahmă                | Descoperit: jud. Tulcea, com. Sălcioara (6 Martie), Enisala, Călugăra Material: argint                                                   | Descriere avers: Două capete tinere, probabil ale zeilor fluviali, din care unul inversat, văzute din față Descriere revers: Vultur cu delfin în gheare spre stânga Legendă revers: ISTRIA | Muzeul de Istorie Națională și Arheologie, Constanța | Cimec    |
|      | Drahmă                | Descoperit: jud. Tulcea, com. Sălcioara (6 Martie), Enisala, Călugăra Material: argint                                                   | Descriere avers: Două capete tinere, probabil ale zeilor fluviali, din care unul inversat, văzute din față Descriere revers: Vultur cu delfin în gheare spre stânga Legendă revers: ISTRIA | Muzeul de Istorie Națională și Arheologie, Constanța | Cimec    |
|      | Drahmă                | Descoperit: jud. Tulcea, com. Sălcioara (6 Martie), Enisala, Călugăra Material: argint                                                   | Descriere avers: Două capete tinere, probabil ale zeilor fluviali, din care unul inversat, văzute din față Descriere revers: Vultur cu delfin în gheare spre stânga Legendă revers: ISTRIA | Muzeul de Istorie Națională și Arheologie, Constanța | Cimec    |
|      | Drahmă                | Descoperit: jud. Tulcea, com. Sălcioara (6 Martie), Enisala, Călugăra Material: argint                                                   | Descriere avers: Două capete tinere, probabil ale zeilor fluviali, din care unul inversat, văzute din față Descriere revers: Vultur cu delfin în gheare spre stânga Legendă revers: STRIA | Muzeul de Istorie Națională și Arheologie, Constanța | Cimec    |
|      | Drahmă                | Descoperit: jud. Tulcea, com. Sălcioara (6 Martie), Enisala, Călugăra Material: argint                                                   | Descriere avers: Două capete tinere, probabil ale zeilor fluviali, din care unul inversat, văzute din față Descriere revers: Vultur cu delfin în gheare spre stânga Legendă revers: ISTRIA | Muzeul de Istorie Națională și Arheologie, Constanța | Cimec    |
|      | Drahmă                | Descoperit: jud. Tulcea, com. Sălcioara (6 Martie), Enisala, Călugăra Material: argint                                                   | Descriere avers: Două capete tinere, probabil ale zeilor fluviali, din care unul inversat, văzute din față Descriere revers: Vultur cu delfin în gheare spre stânga Legendă revers: ISTRIA | Muzeul de Istorie Națională și Arheologie, Constanța | Cimec    |
|      | Drahmă                | Descoperit: jud. Tulcea, com. Sălcioara (6 Martie), Enisala, Călugăra Material: argint                                                   | Descriere avers: Două capete tinere, probabil ale zeilor fluviali, din care unul inversat, văzute din față Descriere revers: Vultur cu delfin în gheare spre stânga Legendă revers: ISTRIA (urme) | Muzeul de Istorie Națională și Arheologie, Constanța | Cimec    |
|      | Drahmă                | Descoperit: jud. Tulcea, com. Sălcioara (6 Martie), Enisala, Călugăra Material: argint                                                   | Descriere avers: Două capete tinere, probabil ale zeilor fluviali, din care unul inversat, văzute din față Descriere revers: Vultur cu delfin în gheare spre stânga Legendă revers: ISTRIA (urme) | Muzeul de Istorie Națională și Arheologie, Constanța | Cimec    |
|      | Drahmă                | Descoperit: jud. Tulcea, com. Sălcioara (6 Martie), Enisala, Călugăra Material: argint                                                   | Descriere avers: Două capete tinere, probabil ale zeilor fluviali, din care unul inversat, văzute din față Descriere revers: Vultur cu delfin în gheare spre stânga Legendă revers: STRIA | Muzeul de Istorie Națională și Arheologie, Constanța | Cimec    |
|      | Drahmă                | Descoperit: jud. Tulcea, com. Sălcioara (6 Martie), Enisala, Călugăra Material: argint                                                   | Descriere avers: Două capete tinere, probabil ale zeilor fluviali, din care unul inversat, văzute din față Descriere revers: Vultur cu delfin în gheare spre stânga Legendă revers: ISTRIA | Muzeul de Istorie Națională și Arheologie, Constanța | Cimec    |
|      | Drahmă                | Descoperit: jud. Tulcea, com. Sălcioara (6 Martie), Enisala, Călugăra Material: argint                                                   | Descriere avers: Două capete tinere, probabil ale zeilor fluviali, din care unul inversat, văzute din față Descriere revers: Vultur cu delfin în gheare spre stânga Legendă revers: ISTRIA | Muzeul de Istorie Națională și Arheologie, Constanța | Cimec    |
|      | Drahmă                | Descoperit: jud. Tulcea, com. Sălcioara (6 Martie), Enisala, Călugăra Material: argint                                                   | Descriere avers: Două capete tinere, probabil ale zeilor fluviali, din care unul inversat, văzute din față Descriere revers: Vultur cu delfin în gheare spre stânga Legendă revers: ISTRIA | Muzeul de Istorie Națională și Arheologie, Constanța | Cimec    |
|      | Drahmă                | Descoperit: jud. Tulcea, com. Sălcioara (6 Martie), Enisala, Călugăra Material: argint                                                   | Descriere avers: Două capete tinere, probabil ale zeilor fluviali, din care unul inversat, văzute din față Descriere revers: Vultur cu delfin în gheare spre stânga Legendă revers: ISTRIA | Muzeul de Istorie Națională și Arheologie, Constanța | Cimec    |
|      | Drahmă                | Descoperit: jud. Tulcea, com. Sălcioara (6 Martie), Enisala, Călugăra Material: argint                                                   | Descriere avers: Două capete tinere, probabil ale zeilor fluviali, din care unul inversat, văzute din față Descriere revers: Vultur cu delfin în gheare spre stânga Legendă revers: ISTRIA | Muzeul de Istorie Națională și Arheologie, Constanța | Cimec    |
|      | Drahmă                | Descoperit: jud. Tulcea, com. Sălcioara (6 Martie), Enisala, Călugăra Material: argint                                                   | Descriere avers: Două capete tinere, probabil ale zeilor fluviali, din care unul inversat, văzute din față Descriere revers: Vultur cu delfin în gheare spre stânga Legendă revers: ISTRIA | Muzeul de Istorie Națională și Arheologie, Constanța | Cimec    |
|      | Drahmă                | Descoperit: jud. Tulcea, com. Sălcioara (6 Martie), Enisala, Călugăra Material: argint                                                   | Descriere avers: Două capete tinere, probabil ale zeilor fluviali, din care unul inversat, văzute din față Descriere revers: Vultur cu delfin în gheare spre stânga Legendă revers: ISTRIA | Muzeul de Istorie Națională și Arheologie, Constanța | Cimec    |
|      | Drahmă                | Descoperit: jud. Tulcea, com. Sălcioara (6 Martie), Enisala, Călugăra Material: argint                                                   | Descriere avers: Două capete tinere, probabil ale zeilor fluviali, din care unul inversat, văzute din față Descriere revers: Vultur cu delfin în gheare spre stânga Legendă revers: ISTRIA | Muzeul de Istorie Națională și Arheologie, Constanța | Cimec    |
|      | Drahmă                | Descoperit: jud. Tulcea, com. Sălcioara (6 Martie), Enisala, Călugăra Material: argint                                                   | Descriere avers: Două capete tinere, probabil ale zeilor fluviali, din care unul inversat, văzute din față Descriere revers: Vultur cu delfin în gheare spre stânga Legendă revers: ISTRIA | Muzeul de Istorie Națională și Arheologie, Constanța | Cimec    |
|      | Drahmă                | Descoperit: jud. Tulcea, com. Sălcioara (6 Martie), Enisala, Călugăra Material: argint                                                   | Descriere avers: Două capete tinere, probabil ale zeilor fluviali, din care unul inversat, văzute din față Descriere revers: Vultur cu delfin în gheare spre stânga Legendă revers: ISTRI | Muzeul de Istorie Națională și Arheologie, Constanța | Cimec    |
|      | Drahmă                | Descoperit: jud. Tulcea, com. Sălcioara (6 Martie), Enisala, Călugăra Material: argint                                                   | Descriere avers: Două capete tinere, probabil ale zeilor fluviali, din care unul inversat, văzute din față Descriere revers: Vultur cu delfin în gheare spre stânga Legendă revers: ISTRIA | Muzeul de Istorie Națională și Arheologie, Constanța | Cimec    |
|      | Drahmă - subdiviziune | Descoperit: jud. Tulcea, com. Sălcioara (6 Martie), Enisala, Călugăra Material: argint                                                   | Descriere avers: Două capete tinere, probabil ale zeilor fluviali, din care unul inversat, văzute din față Descriere revers: Vultur cu delfin în gheare spre stânga Legendă revers: ISTRIA | Muzeul de Istorie Națională și Arheologie, Constanța | Cimec    |
|      | Drahmă - subdiviziune | Descoperit: jud. Tulcea, com. Sălcioara (6 Martie), Enisala, Călugăra Material: argint                                                   | Descriere avers: Două capete tinere, probabil ale zeilor fluviali, din care unul inversat, văzute din față Descriere revers: Vultur cu delfin în gheare spre stânga | Muzeul de Istorie Națională și Arheologie, Constanța | Cimec    |
|      | Drahmă - subdiviziune | Descoperit: jud. Tulcea, com. Sălcioara (6 Martie), Enisala, Călugăra Material: argint                                                   | Descriere avers: Două capete tinere, probabil ale zeilor fluviali, din care unul inversat, văzute din față Descriere revers: Vultur cu delfin în gheare spre stânga Legendă revers: ISTRIA | Muzeul de Istorie Națională și Arheologie, Constanța | Cimec    |
|      | Drahmă - subdiviziune | Descoperit: jud. Tulcea, com. Sălcioara (6 Martie), Enisala, Călugăra Material: argint                                                   | Descriere avers: Două capete tinere, probabil ale zeilor fluviali, din care unul inversat, văzute din față Descriere revers: Vultur cu delfin în gheare spre stânga Legendă revers: STRIA | Muzeul de Istorie Națională și Arheologie, Constanța | Cimec    |
|      | Drahmă - subdiviziune | Descoperit: jud. Tulcea, com. Sălcioara (6 Martie), Enisala, Călugăra Material: argint                                                   | Descriere avers: Două capete tinere, probabil ale zeilor fluviali, din care unul inversat, văzute din față Descriere revers: Vultur cu delfin în gheare spre stânga Legendă revers: STRI | Muzeul de Istorie Națională și Arheologie, Constanța | Cimec    |
|      | Drahmă - subdiviziune | Descoperit: jud. Tulcea, com. Sălcioara (6 Martie), Enisala, Călugăra Material: argint                                                   | Descriere avers: Două capete tinere, probabil ale zeilor fluviali, din care unul inversat, văzute din față Descriere revers: Vultur cu delfin în gheare spre stânga Legendă revers: STRIA | Muzeul de Istorie Națională și Arheologie, Constanța | Cimec    |
|      | Solidus (?)           | Școală: Constantinopol Off Descoperit: jud. Constanța, com. Ostrov, Ostrov Material: Aur                                                 | Descriere avers: Bustu frontal al împăratului Justinianus I; în mâna dreaptă ține globul cruciger Descriere revers: Victoria în picioare din față, ține în mâna dreaptă crucea cu hristogramă, în mâna stângă globul cruciger Descriere exergă: CONOB Legendă revers: VICTORI - AAVCCC | Muzeul de Istorie Națională și Arheologie, Constanța | Cimec    |
|      | Solidus               | Școală: Constantinopol Off Descoperit: jud. Constanța, com. Ostrov, Ostrov Material: aur                                                 | Descriere avers: Bustu frontal al împăratului Justinianus I; în mâna dreaptă ține globul cruciger Descriere revers: Victoria înaripată, în picioare, din față, ține în mâna dreaptă crucea, în stânga globul cruciger Descriere exergă: CONOB Legendă revers: VICTORI - AAVCCC | Muzeul de Istorie Națională și Arheologie, Constanța | Cimec    |
|      | Solidus               | Școală: Constantinopol Descoperit: jud. Constanța, com. Ostrov, Ostrov Material: aur                                                     | Descriere avers: Bustu din fațăl al împăratului, în mâna dreaptă ține globul cruciger Descriere revers: Victoria înaripată, în picioare, ține în mâna dreaptă crucea cu hristogramă, în stânga globul cruciger Descriere exergă: CONOB Legendă revers: VICTORI - AAVCCC | Muzeul de Istorie Națională și Arheologie, Constanța | Cimec    |
|      | Solidus               | Școală: Constantinopol Descoperit: jud. Constanța, com. Ostrov, Ostrov Material: aur                                                     | Descriere avers: Bustu din fațăl al împăratului Justinianus, în mâna dreaptă ține sceptrul înclinat pe diagonală Descriere revers: Victoria înaripată, în picioare, din față, ține în mâna dreaptă crucea, în stânga globul cruciger Descriere exergă: CONOB Legendă revers: VICTORI - AAVCCC | Muzeul de Istorie Națională și Arheologie, Constanța | Cimec    |
|      | Nomisma histamenon    | Școală: Constantinopol Descoperit: jud. Constanța, com. Valul lui Traian, Valul lui Traian, Dealul Duduca Material: Aur                  | Descriere avers: Iisus Christos - Bust cu Evanghelia Descriere revers: Busturile Împăraților Nicefor II și Vasile II; între ei o cruce dublă Legendă revers: Nichifor, Ce Basiliau III R | Muzeul de Istorie Națională și Arheologie, Constanța | Cimec    |
|      | Solidus               | Școală: Constantinopol Descoperit: jud. Constanța, com. Valul lui Traian, Valul lui Traian, Dealul Duduca Material: Aur                  | Descriere avers: Iisus Christos - Bust cu Evanghelia Descriere revers: Busturile împăraților Constantin V II și Roman II; între ei o cruce dublă | Muzeul de Istorie Națională și Arheologie, Constanța | Cimec    |
|      | Solidus               | Școală: Constantinopol Descoperit: jud. Constanța, com. Valul lui Traian, Valul lui Traian, Dealul Duduca Material: Aur                  | Descriere avers: Iisus Christos - Bust cu Evanghelia Descriere revers: Bustul Împăratului Constantin VII și Romanu; ntre ei o cruce dublă Legendă revers: CO.NSTANT`CE`ROMAN`AGGIR | Muzeul de Istorie Națională și Arheologie, Constanța | Cimec    |
|      | Solidus               | Școală: Constantinopol Descoperit: jud. Constanța, com. Valul lui Traian, Valul lui Traian, Dealul Duduca Material: Aur                  | Descriere avers: Iisus Chistos - Bust cu Evanghelia Descriere revers: Busturile împăraților Constantin VII și Roman II; între ei cruce dublă Legendă revers: Constantice roma . | Muzeul de Istorie Națională și Arheologie, Constanța | Cimec    |
|      | Solidus               | Școală: Constantinopol Descoperit: jud. Constanța, com. Valul lui Traian, Valul lui Traian, Dealul Duduca Material: Aur                  | Descriere avers: Iisus Christos - Bust cu Evanghelia Descriere revers: Busturile împăraților Constantin V II și Roman II; între ei o cruce dublă Legendă revers: . | Muzeul de Istorie Națională și Arheologie, Constanța | Cimec    |
|      | Solidus               | Școală: Constantinopol Descoperit: jud. Constanța, com. Valul lui Traian, Valul lui Traian, Dealul Duduca Material: Aur                  | Descriere avers: Iisus Christos - Bust cu Evanghelia Descriere revers: Busturile împăraților Constantin V II și Roman II; între ei o cruce dublă | Muzeul de Istorie Națională și Arheologie, Constanța | Cimec    |
|      | Solidus               | Școală: Constantinopol Descoperit: jud. Constanța, com. Valul lui Traian, Valul lui Traian, Dealul Duduca Material: Aur                  | Descriere avers: Iisus Christos - Bust cu Evanghelia Descriere revers: Busturile împăraților Constantin V II și Roman II; între ei o cruce dublă Legendă revers: .. | Muzeul de Istorie Națională și Arheologie, Constanța | Cimec    |
|      | Solidus               | Școală: Constantinopol Descoperit: jud. Constanța, com. Valul lui Traian, Valul lui Traian, Dealul Duduca Material: Aur                  | Descriere avers: Iisus Christos - Bust cu Evanghelia Descriere revers: Busturile împăraților Constantin V II și Roman II; între ei o cruce dublă Legendă revers: . | Muzeul de Istorie Națională și Arheologie, Constanța | Cimec    |
|      | Solidus               | Școală: Constantinopol Descoperit: jud. Constanța, com. Valul lui Traian, Valul lui Traian, Dealul Duduca Material: Aur                  | Descriere avers: Iisus Christos - Bust cu Evanghelia Descriere revers: Busturile împăraților Constantin V II și Roman II; între ei o cruce dublă Legendă revers: .. | Muzeul de Istorie Națională și Arheologie, Constanța | Cimec    |
|      | Solidus               | Școală: Constantinopol Descoperit: jud. Constanța, com. Valul lui Traian, Valul lui Traian, Dealul Duduca Material: Aur                  | Descriere avers: Iisus Christos - Bust cu Evanghelia Descriere revers: Busturile împăraților Constantin V II și Roman II; între ei o cruce dublă | Muzeul de Istorie Națională și Arheologie, Constanța | Cimec    |